# Терружен (Элваш)
Терружен (порт. Terrugem) — район (фрегезия) в Португалии, входит в округ Порталегре. Является составной частью муниципалитета Элваш. По старому административному делению входил в провинцию Алту-Алентежу. Входит в экономико-статистический субрегион Алту-Алентежу, который входит в Алентежу. Население составляет 1264 человека на 2007 год. Занимает площадь 72,71 км².
Покровителем района считается Антоний Падуанский (порт. Santo António).